# Aranyfácán
Az aranyfácán  (Chrysolophus pictus) a madarak (Aves) osztályának tyúkalakúak (Galliformes) rendjébe, ezen belül a fácánfélék (Phasianidae) családjába tartozó faj.

## Előfordulása
Eredeti hazája Kína, északnyugaton a Tibeti-fennsík peremétől keleten Hupeiig, délen Hunanig és Kvajcsouig. Ma Anglia és Skócia egyes területein is szabadon költ. Az aranyfácán 2000 méter magasságban is megtalálható.
Az Egyesült Királyságon kívül is sokfelé próbálták már meghonosítani (az Amerikai Egyesült Államok, Kanada, Hawaii, Új-Zéland, Kolumbia, Tahiti), de mindeddig sikertelenül.
Állományának mérete kevéssé ismert, de elterjedési területének beépítése miatt valószínűleg csökken. Azonban az IUCN elterjedési területének mérete és a nem látványos fogyatkozás miatt nem veszélyeztetettnek sorolta be.

## Alfajai
- Chrysolophus pictus infuscatus
- Chrysolophus pictus luteus
- Chrysolophus pictus obscurus
- Chrysolophus pictus pictus

## Megjelenése

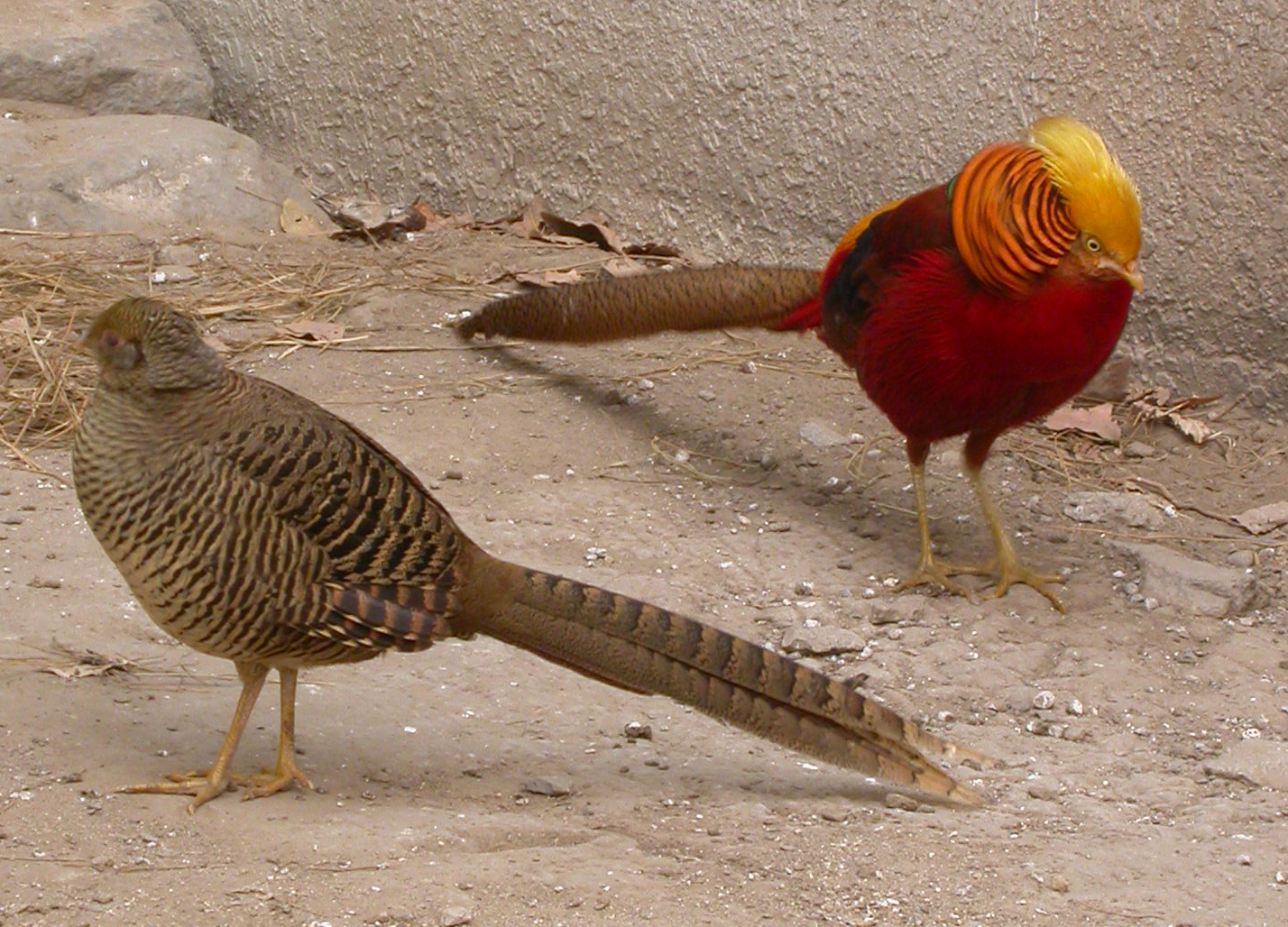
A pár

A kakas hossza 80–110 centiméter között van, ebből 77–79 cm a farok, míg a tojó hossza 60–70 centiméter közötti, farka 35–37 cm. Szárnyfesztávolsága 65–75 centiméter, testtömege 600–900 gramm.
A kakas tollazata színpompás, feje és szárnyfedője fénylő aranysárga, nyaka sárga, fekete mintával, a többi szín: piros, zöld, fekete, barna. Szemkörnyéke a többi fácántól eltérően sárgásbarna, és viszonylag kicsi. Írisze világos sárga, csőre sárgás szaruszínű. A gallér téglalap alakú, csak alul lekerekített tollai feketével futtatott narancssárgák. Hasa és alsóteste egyöntetű élénk sötétvörös, álla, torka, hasa közepe és combja barnába játszik. Hátának nyakhoz közeli részének tollai fémes sötét türkizzöldek, és szélesek, végükön enyhén lekerekítettek, és feketével futtatottak. Végükön aranyfényben játszanak. Hátának többi része, farktollai élénksárgák, de kevésbé fényesek, és világosabbak, mint a fejtető. Oldalsó faroktollai lándzsásak, végük piros, és alapjuk a középső kormánytollak mintáját követi. Ezek tetőszerűek, és fekete alapon barna foltokkal finoman mintázottak. A többi faroktoll barna, és hullámos fekete mintázattal futtatott. A sötétbarna kézevezők rozsdasárgával, a belső karevezők vörösesbarnával füstöltek. A belső karevezők és a fedőtollak fémes sötétkéken fénylenek. A felső szárnyfedők vörösesbarna alapon sötéten foltosak, a szárny barnásvörös. A lábak sárgás szaruszínűek.
A tyúk szemkörnyéke sárgásbarna és kicsi. Írisze barna, csőre sárgás szaruszínű, alapjánál sötét.
Tollazata feketével csíkozott bézs színű. Fejtetején és nyakán a csíkozás finom, és az alapszín sárgás. A tollal hegye kékes fémfényű. Álla és torka világos, és egyszínű. Hátának nyak felőli részén az alapszín vörösesbarna, a csíkok szélesek. Alsó oldala világos sárgás bézsszínű, mellén, oldalán és az alsó farktollakon széles fekete csíkokkal. A csíkok a has felé finomabbá válnak és elhalványodnak. Hátának többi része, szárnyai és felső faroktollai finoman mintázottak. Szárnyai barnák világossárga foltokkal a külső és világos vörösesbarna szalagokkal a belső zászlón. A karevezőkön ez utóbbiak sárgásabbak, száruk vörösen és sötéten foltos. Kormánytollai nagyrészt vörösesbarnák jelentéktelen foltokkal, a középső kormánytollpár barna alapon sárgásbarnán és feketén csíkozottak és mintázottak. A csúcsokon a rajzolat elhalványul. Lábai sárgás szaruszínűek.
A csibék krémszínűek, vörhenyesbarna pehelytollakkal.

## Hangja
A kakas hangos, durva fémes revírkiáltása a kasza fenéséhez hasonlít.(Hangpélda; MP3; 718 kB) Kis időközökkel egy vagy két szótagú kiáltásokat hallat, amelyek messzire elhallatszanak. Mindkét nem izgatott kiáltása egyszerű vagy sorozatos pvii vagy pvitt, aminek a helyzettől függően változhat a hangmagassága, az erőssége és a keménysége.(Hangpélda; MP3; 856 kB) Fenyegető hangja magas vinnyogás, A kakas kapcsolattartó kiáltása a gyöngytyúkra emlékeztető lágy kuncogás. A tyúk tluk tluk hanggal figyelmeztet a földön támadó, és lágy, halk nyávogással a levegőből támadó ellenségre. A félelem- vagy riadókiáltás egy erős iiiihhh. Az udvarlás alatt hallatott sivító és sziszegő hangok mellett nászetetés közben a kakas a házi tyúk hangjára emlékeztető oor oorral hívogatja párját.

## Életmódja
Életéről keveset tudunk, mert meredek hegyoldalakon, szubtrópusi dzsungelekben él, akár 2500 méteres magasságban. Felkeresi a teaültetvényeket és a teraszos művelésű földeket, de sosem látható nyílt területeken.
Félénk és visszahúzódó, territoriális, a nemek csak párzáskor találkoznak. E madarak a talajon élnek, bogyókkal, magvakkal, virágokkal, pókokkal és rovarokkal táplálkoznak. Alváshoz 3,5 méter magasan levő ágakra telepszik. Hangosan, de jól repül. Nagy-Britanniában 10-20 éves tűlevelű erdők lakója, ahol a sűrűbb részekben alszik, és táplálékát a ritkább részeken keresik. Elegyes erdőkben is megjelenik, ahol az aljnövényzet sűrű, és hóbogyóból, rododendronból, puszpángból és kökényből áll.

## Szaporodása

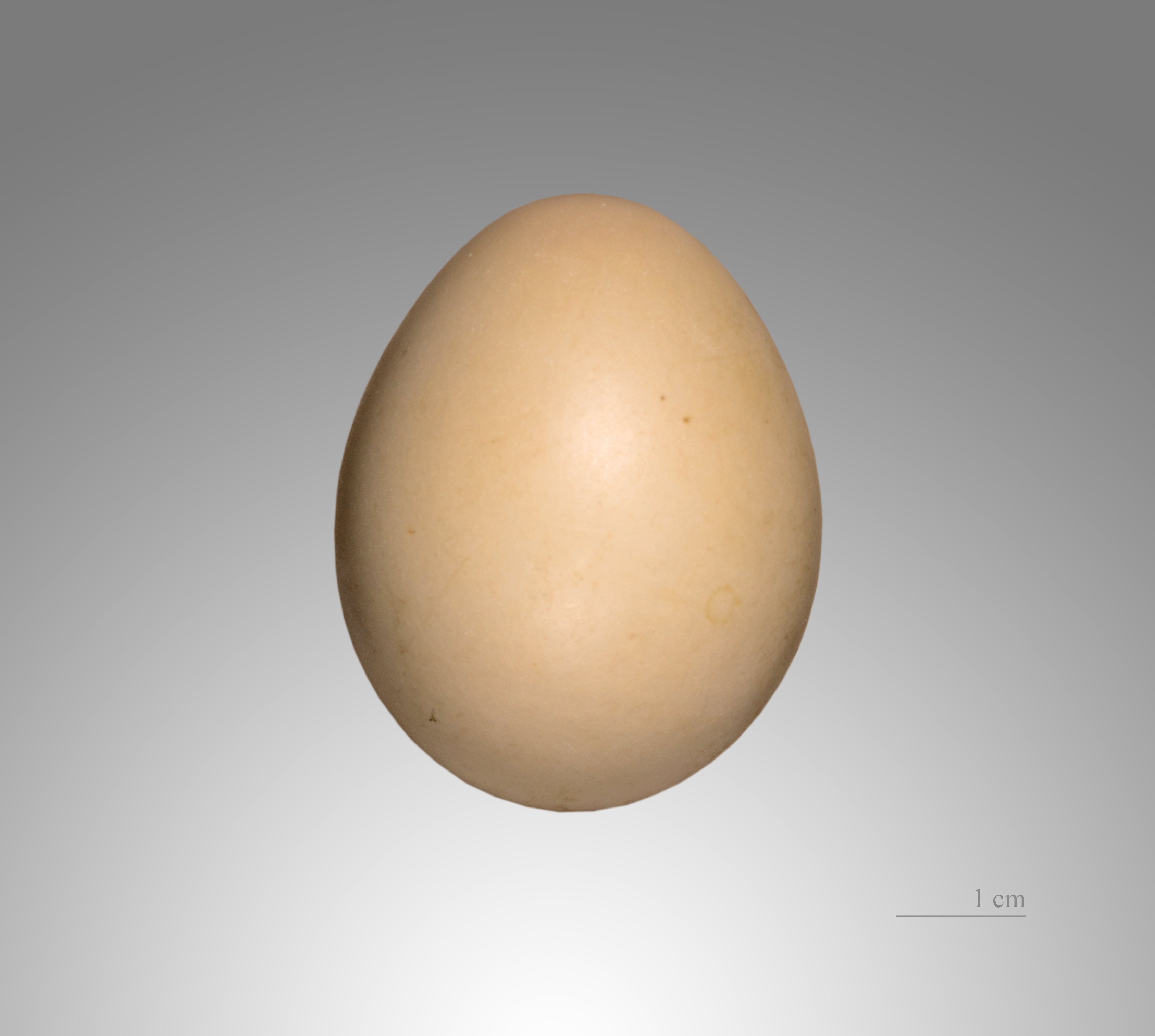
Az aranyfácán tojása

Költési időn kívül párban, vagy kisebb csapatokban jár. A tyúkok már egyéves koruk előtt ivaréretté válnak, a kakasok azonban később, és csak a következő év nyarán kezdenek udvarolni. A fiatal kakasok télen idősebb kakasokhoz társulnak.
Párzási időszakban gyakran hallható a kakasok területvédő kiáltása. Területüket akár heves harcok árán is megvédik. Csak jó időjárás esetén kezdenek el udvarolni, amikor a kakas gyorsan váltakozó irányban kering a tyúk körül. Ugyanilyen hirtelen veszi fel a nászpózt, amikor is peckes léptekkel a tyúk mellé sétál, és kissé leengedett szárnyakkal mutogatja neki magát. Fejét felborzolt gallérral lehajtja, és hátát, és farkát közszemlére teszi. Mindeközben sziszeg. Eleinte a tyúk kevés érdeklődést mutat, és elfordul, de a kakas kitartóan újra és újra elé kerül, és újra és újra felveszi a nászpózt. Végül a tojó leszegett fejjel és leengedett szárnyakkal jelzi, hogy készen áll a párzásra. Párzás közben a kakas a tojó tollait tépkedi. A párosodás után a tyúk egy fára menekül.
A költési időszak április-május között van, ekkor a tojó 5-12 krémfehér tojást rak, ezeken 22 napig kotlik. A tojások mérete 45x33 milliméter. A csibéket anyjuk egy-két napra a szárnyai alatt melengeti, majd vezetgeti, eteti, vagy csak megmutatja a táplálékot. A fiatal madarak 12-14 nap után anyjukkal együtt alszanak a fán. A kotlásban és a fiókák felnevelésében a hím madár nem vállal szerepet.
Az aranyfácán fogságban 8 évet él.

## Állatkertekben
Magyarországon a Nagyerdei Kultúrpark is tartja vörös változatának egy példányát.

## Rokon fajok
Közeli rokona a gyémántfácán (Chrysolophus amherstiae), ezzel alkalmanként kereszteződik is.

## Képek

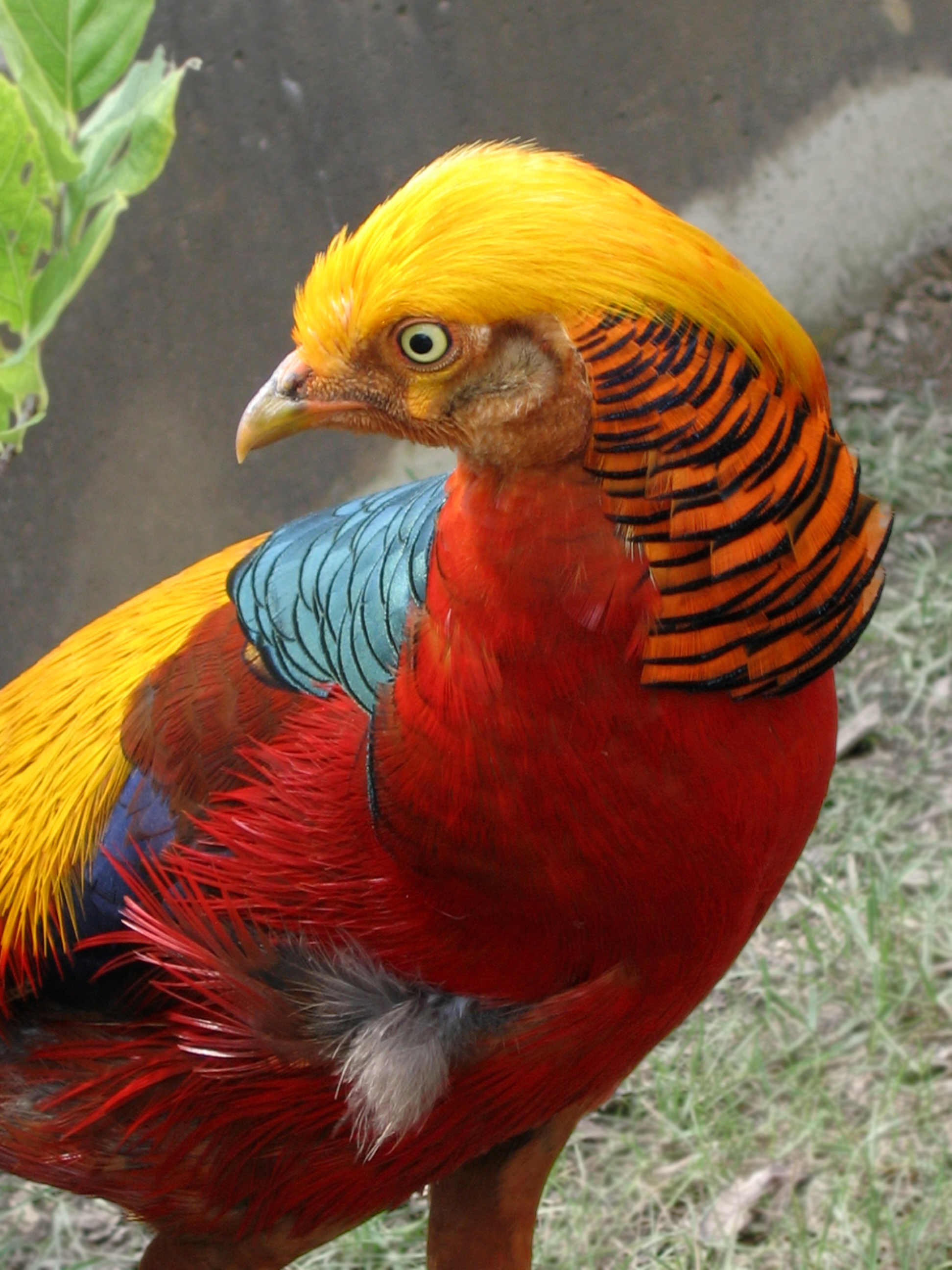
Hím aranyfácán
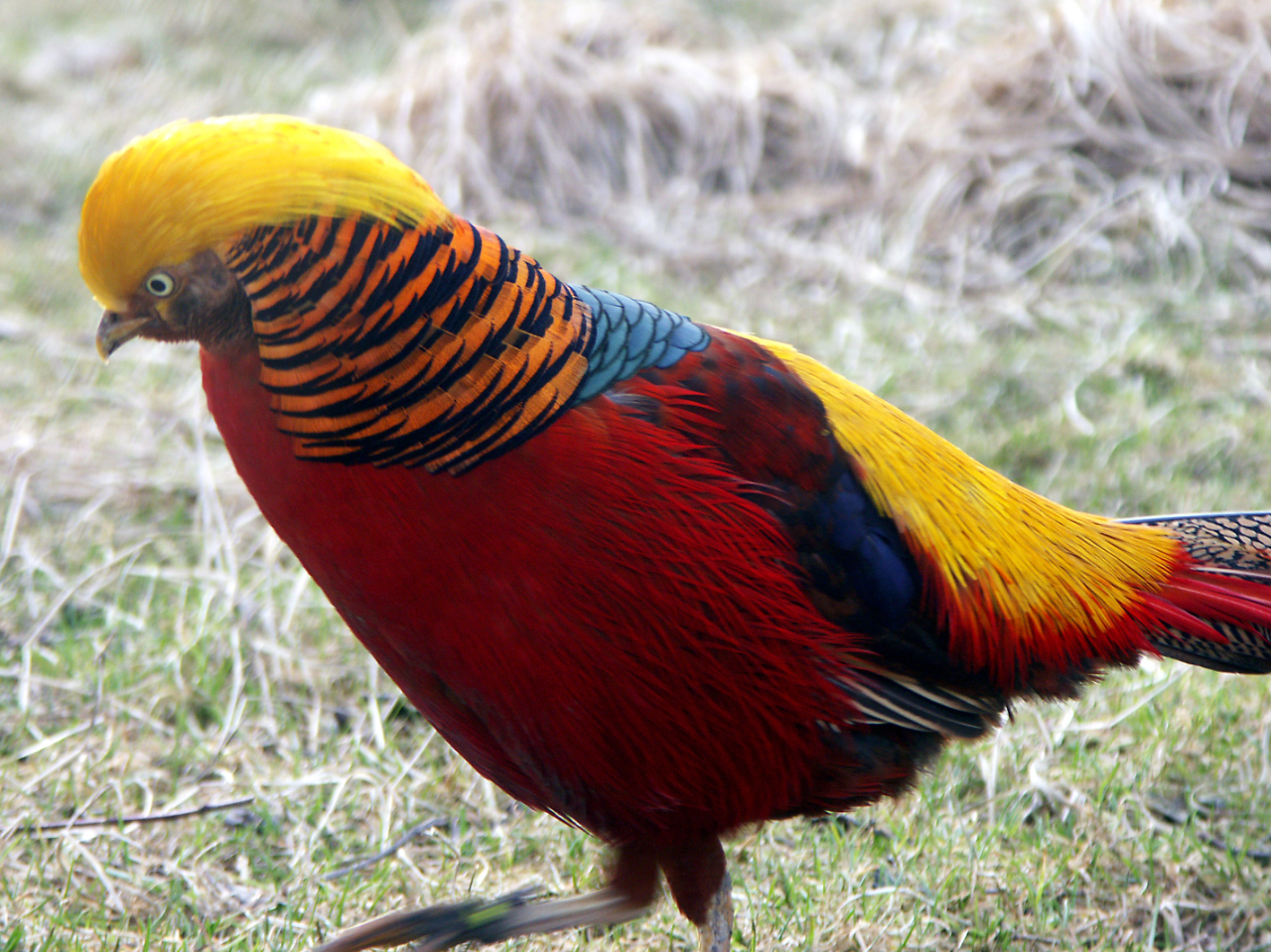
Hím aranyfácán
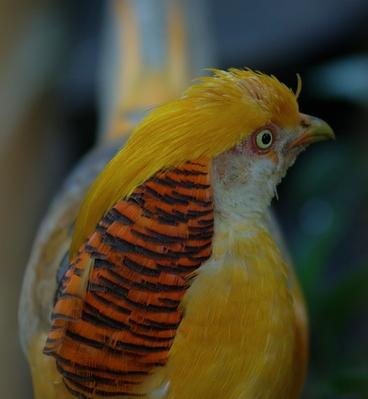
Sárga aranyfácán kakas
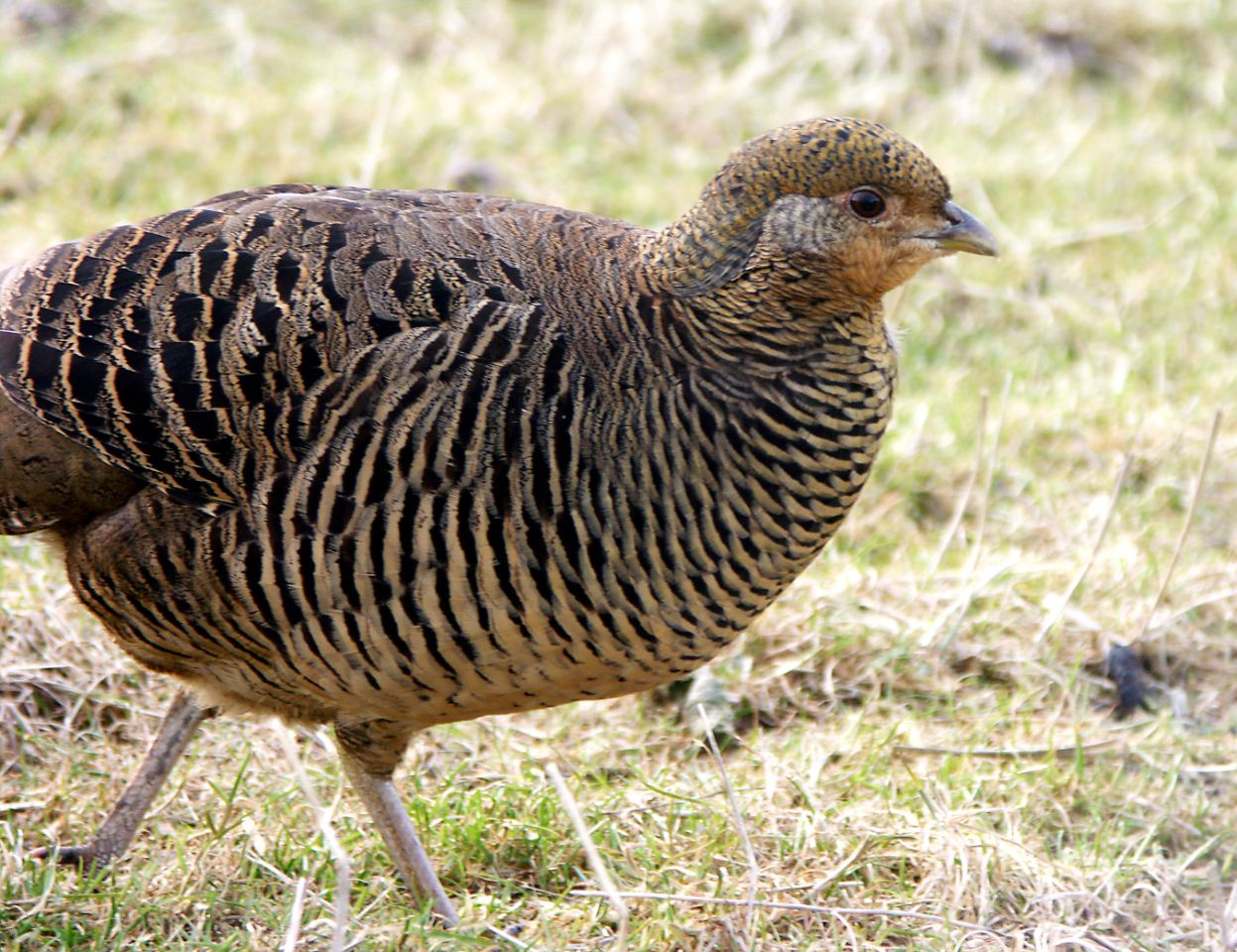
Nőstény aranyfácán

## A kultúrában
Az aranyfácán a régi Kínában egy császárnő jelképe volt, és a hivatalnokoknál egy bizonyos rangot jelölt. Általában a jóllétet, a szerencsét és a boldogságot jelentette.
A Harmadik Birodalomban a nép Goldfasan néven emlegette a magas rangú pártfunkcionáriusokat és katonákat az egyenruhájuk és a rangjelzéseik miatt. Többnyire azonban Hermann Göringre utaltak így, akit Lametta-Heininek is neveztek.
Egy szónoki analógia összekapcsolja a magasabb rendű állatokkal. Jan Zweyer egy könyve ezt a témát fejtegeti.

### Fordítás
- Ez a szócikk részben vagy egészben  a   Goldfasan című német Wikipédia-szócikk fordításán alapul.  Az eredeti cikk szerkesztőit annak laptörténete sorolja fel. Ez a jelzés csupán a megfogalmazás eredetét és a szerzői jogokat jelzi, nem szolgál a cikkben szereplő információk forrásmegjelöléseként.